# Плантація (село)
Планта́ція (каз. Плантация) — село у складі Жангалинського району Західноказахстанської області Казахстану. Входить до складу П'ятимарського сільського округу.
Населення — 101 особа (2021; 181 у 2009, 215 у 1999, 253 у 1989).